# Mestna avtobusna linija št. 53 (Szczecin)
Mestna avtobusna linija številka 53 (Pomorzany Dobrzyńska – Ludowa) je ena izmed avtobusnih linij javnega mestnega prometa v Ščečinu. Povezuje Pomorzany in Gocław. Ova linija je začela obratovati 1956.

## Trasa
Pomorzany Dobrzyńska – Budziszyńska – aleja Powstańców Wielkopolskich – Milczańska – Mieszka I – Wierzbowa – plac Słowińców – Dworska – Derdowskiego – Witkiewicza – Żwirki i Wigury – Czorsztyńska – Mickiewicza – Wernyhory – Klonowica – Zawadzkiego – Szafera – aleja Wojska Polskiego – Zaleskiego – Słowackiego – aleja Wyzwolenia – Rondo Giedroycia – Staszica – E. Plater – Firlika – Hutnicza – Nocznickiego – Stocznia Szczecińska – Nocznickiego – Druckiego Lubeckiego – Ludowa